# Hallenweltmeisterschaften im Bogenschießen 2014
Die 12. Hallenweltmeisterschaften im Bogenschießen wurden vom 26. Februar bis 2. März 2014 im französischen Nîmes ausgetragen.

## Ergebnisse

### Recurvebogen
| Disziplin         | Gold                                                                  | Silber                                                                   | Bronze                                                            |
| ----------------- | --------------------------------------------------------------------- | ------------------------------------------------------------------------ | ----------------------------------------------------------------- |
| Männer Einzel     | Ryan Tyack                                                            | Wiktor Ruban                                                             | Brady Ellison                                                     |
| Frauen Einzel     | Aída Román                                                            | Miki Nakamura                                                            | Anastassija Pawlowa                                               |
| Männer Mannschaft | Ukraine Heorhij Iwanyzkyj Markijan Iwaschko Wiktor Ruban              | Japan Hideki Kikuchi Naoya Oniyama Shungo Tabata                         | Niederlande Sjef van den Berg Rick van den Oever Rick van der Ven |
| Frauen Mannschaft | Ukraine Weronika Martschenko Anastassija Pawlowa Lidija Sitschenikowa | Deutschland Veronika Haidn-Tschalova Elena Richter Kristina Heigenhauser | Polen Natalia Leśniak Karina Lipiarska-Pałka Adriana Żurańska     |

### Compoundbogen
| Disziplin         | Gold                                                             | Silber                                                       | Bronze                                                        |
| ----------------- | ---------------------------------------------------------------- | ------------------------------------------------------------ | ------------------------------------------------------------- |
| Männer Einzel     | Sergio Pagni                                                     | Reo Wilde                                                    | Stephan Hansen                                                |
| Frauen Einzel     | Sophie Dodémont                                                  | Christie Colin                                               | Pascale Lebecque                                              |
| Männer Mannschaft | Vereinigte Staaten Jesse Broadwater Braden Gellenthien Reo Wilde | Dänemark Martin Damsbo Stephan Hansen Patrick Laursen        | Schweden Magnus Carlsson Carl-Henrik Gidenskold Morgan Lundin |
| Frauen Mannschaft | Mexiko Rosalia Domínguez Brenda Merino Linda Ochoa               | Vereinigte Staaten Christie Colin Crystal Gauvin Erika Jones | Südafrika Gerda Roux Jeanine Van Kradenburg Danelle Wentzel   |

## Medaillenspiegel
| Platz  | Land               | Gold | Silber | Bronze | Gesamt |
| ------ | ------------------ | ---- | ------ | ------ | ------ |
| 1      | Ukraine            | 2    | 1      | 1      | 4      |
| 2      | Mexiko             | 2    |        | –      | 2      |
| 3      | Frankreich         | 1    | –      | 1      | 2      |
| 4      | Vereinigte Staaten | 1    | 3      | 1      | 5      |
| 5      | Italien            | 1    | –      | –      | 1      |
| 6      | Australien         | 1    | –      | –      | 1      |
| 7      | Japan              | –    | 2      | –      | 2      |
| 8      | Dänemark           | –    | 1      | 1      | 2      |
| 9      | Deutschland        | –    | 1      | –      | 1      |
| 10     | Niederlande        | –    | –      | 1      | 1      |
| 10     | Polen              | –    | –      | 1      | 1      |
| 10     | Schweden           | –    | –      | 1      | 1      |
| 10     | Südafrika          | –    | –      | 1      | 1      |
| Gesamt | Gesamt             | 8    | 8      | 8      | 24     |